# ヴィクトリアス (音響測定艦)
|          |                                                 |
| 艦歴     |                                                 |
| 発注     | 1986年10月31日                                  |
| 起工     | 1988年4月12日                                   |
| 進水     | 1990年5月3日                                    |
| 就役     | 1991年8月13日                                   |
| 退役     |                                                 |
| その後   |                                                 |
| 除籍     |                                                 |
| 要目     |                                                 |
| 排水量   | 3,100 トン (軽荷) 3,384 トン (全備)             |
| 全長     | 235 ft (72 m)                                   |
| 全幅     | 94 ft (29 m)                                    |
| 吃水     | 25 ft (7.6 m) (最大)                            |
| 機関     | ディーゼル・エレクトリック方式 2軸推進、1,600hp |
| 最大速   | 9.6ノット (17.8 km/h; 11.0 mph)                 |
| 乗員     | 民間人19名、軍人5名                             |
| 電子装置 | AN/UQQ-2曳航ソナー                              |

USNS ヴィクトリアス (Victorious、T-AGOS-19) は、1991年にアメリカ海軍が就役させた音響測定艦で、軍事海上輸送司令部に所属し特殊任務プログラムに従事している。ヴィクトリアス級音響測定艦のネームシップ。 

## 建造
ヴィクトリアスはルイジアナ州モーガンシティのマクダーモット造船所で1988年4月12日に起工され、1990年5月3日に進水した。1991年8月13日にアメリカ海軍に引き渡され就役した。 

## 特殊任務プログラム
ヴィクトリアスは軍事海上輸送司令部の所属であり、操艦は19人の民間人船員が担当し、測定任務は5人の海軍軍人が実施している。 
ヴィクトリアスの船型は双胴船の中でも小水線面積双胴船 (SWATH) に分類される。この船型は船幅を大きく取っても波浪の影響を受けにくく、本体だけでも2,614m、曳航索を含めると4,500m近くになる長大なAN/UQQ-2 SURTASSソナーアレイを安定して曳航できるようにするために採用された。一般にSWATH船型は喫水線付近の船体を絞り込むほど波浪の影響を受けにくくなるが、絞り過ぎると主機関などが搭載できなくなるので限界がある。本艦ではディーゼル・エレクトリック推進を採用し、発電用機関を甲板上に配置することで喫水線付近の船体を大きく絞り込んでいる。本艦のような音響測定艦では主機関からの騒音が任務の妨げになりがちであるが、上記のような構成とすれば主機関を海面から離してノイズマージンを大きく取りつつ、波浪に対する安定性も最大限確保することができるので、極めて合理的な設計といえる。 

## 中国でのトラブル
2009年3月4日、ヴィクトリアスは黄海の沖約120マイルの公海上を航行中、中国の漁業監視船から高輝度のスポットライトを数回に渡って照射された。翌日には中国のY-12哨戒機がヴィクトリアスの周囲半径500ヤードを高度 約400フィート (120 m) で12回に渡って航過した。 
さらに2009年5月には再び黄海で中国船に進路妨害を受けた。中国船は視程30ヤード程度の濃霧の中を何度もヴィクトリアスに接近した上、ヴィクトリアスの航路上で停止した。このためヴィクトリアスは衝突を避けるため停船を余儀なくされた。